# Aeródromo Papageno
El aeródromo Papageno (OACI: SCNG) es un terminal aéreo ubicado cerca de Panguipulli, en la provincia de Valdivia, región de Los Ríos, Chile. Es de propiedad pública.